# Чумаченко, Игорь Гаврилович
И́горь Гаври́лович Чумаче́нко (бел. Ігар Чумачэнка, укр. Ігор Гаврилович Чумаченко; род. 26 октября 1976, Арциз, Одесская область) — украинский и белорусский футболист. Амплуа — полузащитник. Мастер спорта.

## Биография
Воспитанник одесского футбола из военного городка Арциз.
Начинал свою карьеру в клубе «Ведрич-97» из города Речица. Затем перешёл могилёвский «Днепр», с которым в 1998 году завоевал первые чемпионские медали. Хотя перед этим пытался закрепиться у себя на Родине, в составе одесского «Черноморца», но не нашёл общего языка с тогдашним тренером одесситов Леонидом Буряком. Вернувшись в Беларусь на долгие годы стал одним из ведущих полузащитников чемпионата. Завоевал множество командных, а также индивидуальных призов. Выступал в ведущих футбольных клубах — минском «Динамо» и борисовском БАТЭ.
Также в его карьере был павлодарский «Иртыш». С казахстанской командой он становился чемпионом страны в 2003 году. После чего вернулся в белорусский чемпионат. Последние годы своей карьеры провёл в первой лиге белорусского чемпионата, выступая за гомельский ДСК и «Городею».
После завершения карьеры игрока перешёл на тренерскую работу. В январе 2016 года назначен главным тренером дублирующего состава борисовского БАТЭ. С октября 2021 является главным тренером клуба «Орша». В декабре 2022 года продолжил сотрудничество с оршанским клубом.

## Достижения
- Чемпион Беларуси 1998 года в составе «Днепра»
- Серебряный призёр чемпионата Беларуси 2001 года в составе минского «Динамо»
- Чемпион Беларуси 2002 года в составе БАТЭ
- Чемпион Казахстана 2003 года в составе «Иртыша»